# Dvorana kraljestev
Salón de Reinos (v prevodu Dvorana kraljestev) ali salón grande ('velika dvorana') je stavba iz 17. stoletja v Madridu, prvotno krilo palače Buen Retiro. Salón de Reinos in Casón del Buen Retiro sta edina preživela prvotne velike palače. Dvorana kraljestev, zgrajena med letoma 1630 in 1635, je hranila največje slike v kraljevi zbirki, ki so zdaj vse v Muzeju Prado. Ime je dobil po poslikavah grbov 24 kraljestev, ki so sestavljala španski imperij v času kralja Filipa IV..
Stavba je služila kot Museo del Ejército od leta 1841 do 2010, ko so bile vojaške zbirke postavljene na ogled v Alcázarju v Toledu.
Muzej Prado je pridobil prazno stavbo za razstavljanje dela svojih zbirk in za njeno prenovo razpisal arhitekturni natečaj. Namen je bil preoblikovati prostor kot del kampusa muzeja umetnosti za njegovo 200. obletnico. Leta 2016 sta ga pridobili britansko podjetje Foster and Partners in špansko podjetje Rubio Arquitectura.

## Dekoracija prostora
Salón de Reinos, ki je bil prvotno namenjen kot kraj, s katerega bi kralj lahko gledal in pomagal pri gledaliških produkcijah na dvorišču, je bil spremenjen v prestolno sobo, ko je bilo odločeno, da se Buen Retiro spremeni v polno palačo. Še vedno so jo uporabljali za spektakle in večere, zato so dodali balkon, da je bilo mogoče opazovati praznovanja od zgoraj, kot prestolna soba pa je morala narediti vtis na veleposlanike in druge ugledne člane evropskih dvorov, ki so obiskovali palačo. To je pomenilo, da je bila soba najbolj razkošna v vsej palači, dobro osvetljena z več okni med mizami iz jaspisa in srebrnimi levi ter s stropom, prekritim z groteskami. Tu so bile tudi stenske poslikave, polne politične simbolike s končnim namenom poveličevanja Filipa IV. Oblikovalec okrasnega programa sobe ni znan, čeprav je bila končna odgovornost v rokah samega conde duque de Olivares, skupaj z Jerónimom de Villanueva (ki je dal leve in izvršil plačila) in z intelektualnimi nasveti Francisca de Rioje in od slikarjev, ki so najbližji Philipu in Olivaresu, Juan Bautista Maíno in Velázquez.
Salón de Reinos je pravokotne oblike z ozkimi vrati na obeh daljših stranicah. Na njegovi severni in južni strani je viselo dvanajst slik (ena je zdaj izgubljena) na temo glavnih bitk, ki so jih dobile vojske Filipa IV. v zgodnjih letih njegove vladavine. Med temi slikami in nad okni Salona je bilo deset Zurbaránovih slik, ki so prikazovale Herkulova dela in primerjale podvige polboga Herkula (tedaj veljal za prednika Habsburške hiše) s kraljevimi.
Bojne slike so postavljale primere umetnikov starejše generacije, kot sta Vicente Carducho ali Eugenio Cajés (oba sta služila kralju [[Filip III. Španski|Filipu III.) in primere mlajših umetnikov, ki so se izobraževali v naturalizmu, kot je Juan Bautista Maíno, Zurbarán (poklican iz Sevilje ravno zaradi tega naročila), Jusepe Leonardo, Félix Castelo (ki je tam opravil svoje prvo večje delo), Antonio de Pereda in še posebej Velázquez, ljubljenec Filipa IV.
Na vzhodnem in zahodnem koncu so bili Velázquezovi portreti kraljeve družine. Serijo so sestavljali konjeniški portreti Filipa III. in njegove žene Margarete Avstrijske (oba na zahodni steni) ter konjeniški portreti Filipa IV. in njegove žene Elizabete Francoske na obeh straneh njunega sina in dediča Baltazarja Carlosa (vsi trije na vzhodni zid). Razporeditev teh petih slik in zamaknjena postavitev so ponazarjali koncepte dedne monarhije in dinastične kontinuitete.
Glede na nazive, ki jih je imel Filip IV., je dvorana vsebovala tudi ščite, ki prikazujejo grbe štiriindvajsetih kraljestev, ki so sestavljala njegovo monarhijo: Aragon, nadvojvodstvo Avstrija, gospostvo Biskaja, vojvodstvo Burgundija, vojvodstvo Brabant, Kastilija in Leon, Kneževina Katalonija, Córdoba, Flandrija, Galicija, Granada, Jaén, Mehika, Milansko vojvodstvo, Murcia, Neapelj, Navara, Peru, Portugalska, Sardinija, Sevilla, Sicilija, Toledo in Valencia (tudi Filip IV. med drugim nosil naslove habsburškega grofa, tirolskega grofa in gospoda Molina).

## Slike
Postavitev portretov in bojnih slik v Salonu, ki temelji na rekonstrukciji, ki jo je izdelal Jose Alvarez Lopera, ki nato temelji na topográfici Silva Manuela de Gallegosa in popisu iz leta 1701, je naslednja:

### Zahodni zid (glavni vhod)
Tri dela Velázqueza:
- Konjeniški portret Filipa IV.
- Portret Elisabete Francoske na konju
- Konjeniški portret princa Balthasarja Karla

### Vzhodna stena (za prestolom)
- Konjeniški portret Filipa III., avtor Velázquez in delavnica
- Portret Margarite Avstrijske na konju, avtor Velázquez

### Severna stena
- Izgon Nizozemcev z otoka San Martin, ki ga je izvedel markiz Cadreita, Francisco de Zurbarán (izgubljeno)
- Zavzetje Rheinfeldna, Vicente Carducho. Olje na platnu (297 x 357 cm), Muzej Prado
- Relief Brisacha, Jusepeja Leonarda. Olje na platnu (304 x 360 cm), Muzej Prado
- Relief Plaza de Constanza, Vicente Carducho. Olje na platnu (297 x 374 cm), Muzej Prado
- Obnovitev otoka Portoriko Don Juan de Haro, Eugenio Cajés. Olje na platnu (290 x 344 cm), Muzej Prado
- Vrnitev otoka San Cristobal Don Frederica iz Toleda, Felix Castelo. Olje na platnu (297 x 311 cm), Muzej Prado

### Južna stena
- Okrevanje Bahie Juan Bautista Maíno. Olje na platnu (290 x 370 cm), Muzej Prado
- Genovski relief drugega markiza Santa Cruza, Antonio de Pereda y Salgado. Olje na platnu (290 x 370 cm), Muzej Prado
- Zmaga pri Fleurusu, Vicente Carducho. Olje na platnu (297 x 365 cm), Muzej Prado
- Predaja Julierjev Jusepeja Leonarda. Olje na platnu (307 x 381 cm), Muzej Prado
- Predaja Brede, Diego Velázquez. Olje na platnu (307 x 367 cm), Muzej Prado
- Obramba Cadiza proti Angležem, Zurbarán. Olje na platnu (302 x 323 cm). Muzej Prado

### Herkulova dela
Nad okni so bile Zurbaránove slike Herkulovih poskusov, vse 130 cm x 160 cm, vse olje na platnu, vse zdaj v Pradu:
- Herkul ujame kretskega bika
- Herkul boj z Antaeusom
- Herkul ujame erimantskega merjasca
- Herkul skida Avgijev hlev v enem dnevu
- Herkul ugrabi Kerbera
- Herkul ubije nemejskega leva
- Herkul ubije Hidro
- Herkul zapre Gibraltarsko ožino
- Herkul prižene goveda velikana Gerioneja
- [[:Image:Francisco de Zurbarán 013.jpg|Herkulova smrt]]

## Kasnejša zgodovina
Salón de Reinos in Salón de Fiestas (danes Casón del Buen Retiro) sta bila edina dela palače, ki sta preživela intenzivno francosko bombardiranje med letoma 1808 in 1814 med vojno na polotoku, videz stavb pa je spremenila post-vojna obnova. Dolgo časa (od leta 1841) je Salón de Reinos hranil Museo del Ejército.

### Projekt obnove
V začetku 21. stoletja je špansko ministrstvo za kulturo sprožilo vrsto študij in reform, da bi vojaški muzej preselilo v večje, boljše in sodobnejše okolje v Alcázarju v Toledu, pri čemer je Dvorano kraljestev prepustilo Pradu, ki je že imel odgovornost za Casón in ki bi nato lahko vrnil Salón de Reinos v videz iz 17. stoletja in obnovil slike, ki so bile prvotno zanj namenjene. To bi bilo toliko lažje, ker so stenske poslikave, stropne poslikave in groteske še dobro ohranjene. Vendar pa je prvotni predlog povzročil razpravo o končni uporabi stavbe, pri čemer so nekateri temu nasprotovali, ker bi ločil Velázquezova dela, kot je Predaja Brede, od njegovih drugih del v Pradu, drugi pa, ker so menili, da je takšna poteza neupravičena samo za poustvaritev ene sobe.
Preoblikovanje stavbe je bilo predmet natečaja, leta 2017 pa so bili prikazi v zvezi z zmagovalnim predlogom prikazani na razstavi v stavbi Telefónica v Madridu o delu arhitekta Normana Fosterja. Primerjava je bila narejena s prejšnjim projektom istega arhitekta, Carré d'Art v Nîmesu, kjer je delal v bližini starodavnega templja. Ekipa Fosterja in Rubia je predvidela, da bi Salon odstranil nekatere dodatke po 17. stoletju in ga združil z modernističnimi značilnostmi.
Dokončanje obnove se je močno zavleklo. Museo del Ejército je bil ponovno odprt v Toledu julija 2010. Dela na Salón de Reinos, da bi ga preuredili za uporabo v Pradu, naj bi se prvotno izvajala od leta 2010 do 2012, s proračunom 42,5 milijona evrov. Po finančni krizi so se roki iztekali in leta 2016 je bil projekt dodajanja stavbe kampusu Muzej Prado predstavljen kot del praznovanja 200. obletnice muzeja, ki je bilo predvideno za leto 2019. V tem primeru je bilo financiranje začasno ustavljeno do leta 2021.
Do začetka gradbenih del je bilo mogoče Salón de Reinos in njegove sosednje prostore prepustiti dejavnostim, kot so začasne razstave. Leta 2017 je umetnik Cai Guo-Qiang uporabil Hall of Realms za 8 umetniških del z uporabo smodnika.